# معهد جورجتاون للمرأة والسلام والأمن
معهد جورجتاون للمرأة والسلام والأمن (بالإنجليزية: Georgetown Institute for Women, Peace and Security) هو معهد أكاديمي يقع في كلية إدموند وولش للعلاقات الخارجية بجامعة جورجتاون. تم تنظيمه من قبل الراحل كارول جيه لانكستر العميد السابق لكلية الخدمة الخارجية بجامعة جورجتاون، وتم الإعلان عنه لأول مرة في ديسمبر 2011 من قبل رئيس جامعة جورج تاون جون جيه ديجيويا ثم وزيرة الخارجية الولايات المتحدة هيلاري كلينتون. بدأت عملياتها في فبراير 2013. المعهد «يفحص ويسلط الضوء على أدوار وخبرات النساء في السلام والأمن في جميع أنحاء العالم من خلال أحدث الأبحاث والاجتماعات العالمية والشراكات الاستراتيجية.» المديرة التنفيذية للمعهد هي ميلاني فيرفير سفيرة الولايات المتحدة السابقة المتجولة للشؤون العالمية قضايا المرأة والرئيسة السابقة لموظفي هيلاري كلينتون عندما كانت السيدة الأولى للولايات المتحدة. تعمل كلينتون كرئيس فخري للمعهد.
استضاف المعهد صانعي السياسات والخبراء في الموضوع والمستشارين العسكريين والدبلوماسيين ورجال الأعمال والنساء على الخطوط الأمامية للتغيير لإجراء مناقشات حول المرأة والسلام والأمن. من بين المتحدثين السابقين هيلاري كلينتون وزيرة الخارجية الولايات المتحدة. وزير الخارجية جون كيري والسيدة الأولى السابقة لورا بوش، ومحمد يونس الحائز على جائزة نوبل للسلام، وزير المالية النيجيري نجوزي أوكونجو إيويالا، ومؤسس مستشفى بانزي دينيس موكويجي.
يضم المعهد المجلس الدولي لقيادة الأعمال النسائية، والذي كان مقره سابقًا في وزارة الخارجية الأمريكية. كما أنه يدير مستودعًا للأبحاث على الإنترنت يحتوي على مجموعة من الموارد في مجال المرأة والسلام والأمن.